# Verandas Willems/2015
Deze pagina geeft een overzicht van de Verandas Willems-wielerploeg in  2015.

## Ploeg

### Transfers
| Inkomend             | Team 2014                         | Uitgaand              | Team 2015                      |
| -------------------- | --------------------------------- | --------------------- | ------------------------------ |
| Joeri Calleeuw       | Jielker Geldhof Cycling Team      | Jérémy Burton         | ?                              |
| Dimitri Claeys       | VL Technics-Abutriek Cycling Team | Jean Albert Carnevali | ?                              |
| Dominique Cornu      | Sunweb-Napoleon Games             | Louis Convens         | T.Palm-Pôle Continental Wallon |
| Dries De Bondt       | Josan-To Win Cycling Team         | Walt de Winter        | gestopt                        |
| Jérôme Gilbert       | Wanty-Groupe Gobert               | Jelle Mannaerts       | Colba-Superano Ham             |
| Jerome Kerf          | Color Code-Biowanze               | Nicolas Mertz         | T.Palm-Pôle Continental Wallon |
| Daan Myngheer        | Neo                               | Floris Smeyers        | ?                              |
| Christophe Premont   | Wallonie-Bruxelles                | Niels Vanderaerden    | ?                              |
| Kai Reus             | Parkhotel Valkenburg              | Niels Vandyck         | Cibel-Cebon                    |
| Elias Van Breussegem | Neo                               | Nicolas Vereecken     | Team 3M                        |
| Stef Van Zummeren    | Team 3M                           | Willem Wauters        | gestopt                        |

### Renners
| Naam                  | Geboortedatum | Nationaliteit | Ploeg 2014                            |
| --------------------- | ------------- | ------------- | ------------------------------------- |
| Gaëtan Bille          | 06-04-1988    | België        |                                       |
| Joeri Calleeuw        | 05-08-1985    | België        | Jielker Geldhof Cycling Team          |
| Dimitri Claeys        | 18-06-1987    | België        | VL Technics-Abutriek Cycling Team     |
| Dominique Cornu       | 10-09-1985    | België        | Sunweb-Napoleon Games                 |
| Thomas De Troch       | 16-12-1993    | België        |                                       |
| Dries De Bondt        | 04-07-1991    | België        | Josan-To Win Cycling Team             |
| Jérôme Gilbert        | 22-01-1984    | België        | Wanty-Groupe Gobert                   |
| Jerome Kerf           | 01-09-1993    | België        | Color Code-Biowanze                   |
| Daan Myngheer         | 13-04-1993    | België        | Neo                                   |
| Olivier Pardini       | 30 juli 1985  | België        |                                       |
| Christophe Premont    | 22-11-1989    | België        | Wallonie-Bruxelles                    |
| Kai Reus              | 11-03-1985    | Nederland     | Parkhotel Valkenburg Continental Team |
| Joren Touquet         | 28-01-1993    | België        |                                       |
| Sten Van Gucht        | 29-11-1992    | België        |                                       |
| Elias Van Breussegem  | 10-04-1992    | België        | Neo                                   |
| Stef Van Zummeren     | 20-12-1991    | België        | Team 3M                               |
| Emiel Wastyn          | 01-01-1992    | België        |                                       |
| Stagiairs             |               |               |                                       |
| Jari Verstraeten      | 08-02-1989    | België        |                                       |
| Ruben Van Der Haeghen | 02-12-1993    | België        |                                       |

## Overwinningen
| Wedstrijd                                               | Datum      | Categorie | Winnaar            |
| ------------------------------------------------------- | ---------- | --------- | ------------------ |
| Eindklassement Giro della Regione Friuli Venezia Giulia | 12-09-2015 | 2.2       | Gaëtan Bille       |
| 1e etappe Giro della Regione Friuli Venezia Giulia      | 10-09-2015 | 2.2       | Christophe Premont |
| Eindklassement Ronde van Midden-Nederland               | 30-08-2015 | 2.2       | Olivier Pardini    |
| Ronde van Midden-Nederland                              | 29-08-2015 | 2.2       | Ploegentijdrit     |
| proloog Ronde van Portugal                              | 29-07-2015 | 2.1       | Gaëtan Bille       |
| Grand Prix de la ville de Pérenchies                    | 26-07-2015 | 1.2       | Dimitri Claeys     |
| I.W.T. Oetingen                                         | 24-06-2015 | 1.2       | Dimitri Claeys     |
| Circuit de Wallonie                                     | 21-06-2015 | 1.2       | Stef Van Zummeren  |
| Eindklassement Paris-Arras Tour                         | 24-05-2015 | 2.2       | Joeri Calleeuw     |
| 1e etappe Paris-Arras Tour                              | 22-05-2015 | 2.2       | Ploegentijdrit     |
| 1e etappe Flèche du Sud                                 | 13-05-2015 | 2.2       | Gaëtan Bille       |
| 4e etappe Ronde van Kroatië                             | 25-04-2015 | 2.2       | Dimitri Claeys     |
| Eindklassement Ronde van Normandië                      | 29-03-2015 | 2.2       | Dimitri Claeys     |
| 2e etappe Ronde van Normandië                           | 25-03-2015 | 2.2       | Dimitri Claeys     |